# Scapus

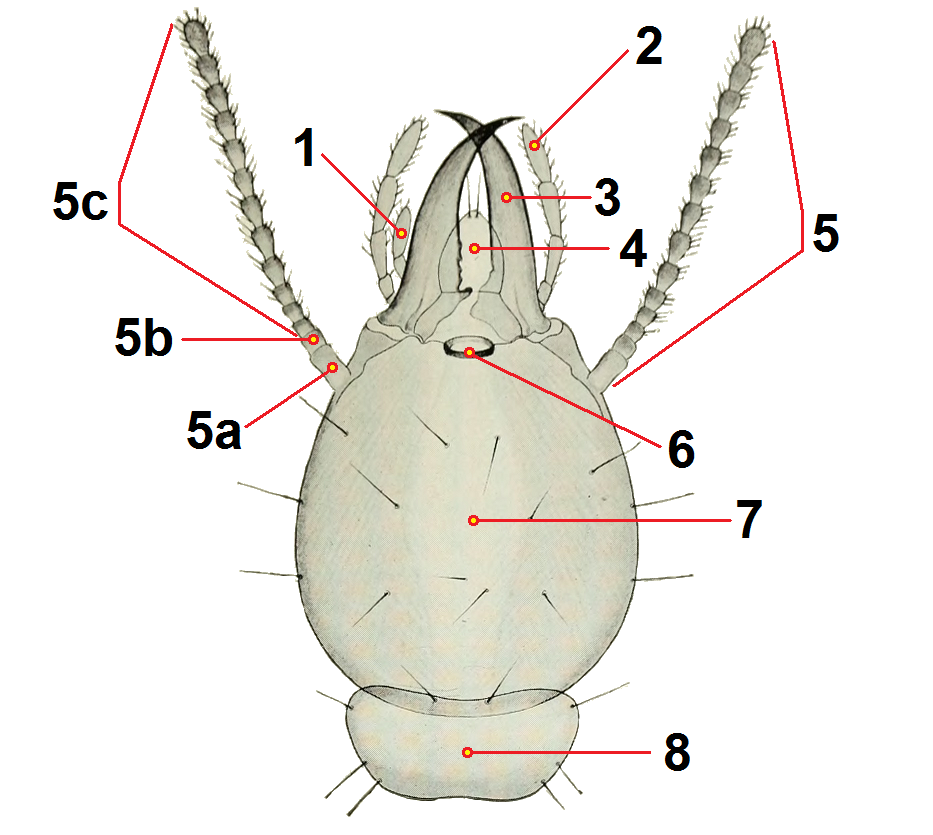
Schema van de kop van de termiet Coptotermes ceylonicus. De scapus is aangegeven met 5A.

De scapus is het eerste lid van de antenne van een geleedpotige dieren zoals insecten en vormt de basis van de antenne of voelspriet. De vorm, lengte en breedte van de scapus kan een belangrijk determinatiekenmerk zijn om verschillende soorten te identificeren. De scapus is via de pedicel, het tweede antennelid, verbonden met de overige antenneleden die de flagella worden genoemd. 